# Luigi Grassani
Luigi Grassani (Alessano, 18 agosto 1926 – Fidenza, 30 ottobre 2010) è stato un politico italiano.

## Biografia
Laureato a Bologna nel 1954, consegue le specializzazioni in ginecologia e in pediatria. Dal 1959 è medico di famiglia a Fidenza.
Già esponente del PCI, nel 1991 aderisce a Rifondazione Comunista, con cui viene eletto senatore in Emilia-Romagna alle elezioni politiche del 1992, restando in carica per l'XI Legislatura, conclusa nell'aprile 1994.
Nel 1995 viene eletto consigliere comunale a Pellegrino Parmense, restando in carica fino al 1996, e contestualmente anche consigliere provinciale a Parma, concludendo il proprio mandato nel 1999.
Sposato con Carla, ebbe due figli, Antonio e Chiara. È morto a 84 anni il 30 ottobre 2010. 